# 長野 - 新潟線

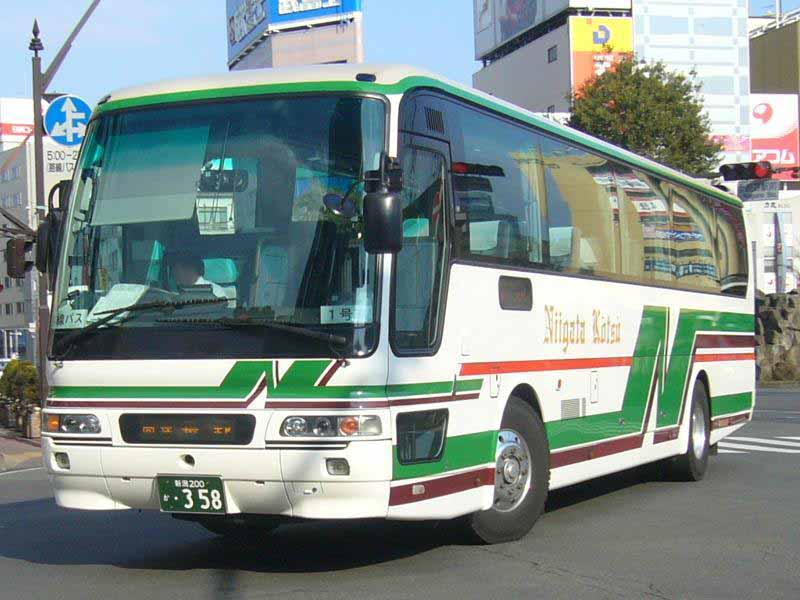
長野 - 新潟線（新潟交通）

新潟県・県外高速バス路線図。明るい赤色の路線が本路線である。

長野 - 新潟線（ながの - にいがたせん）とは長野県長野市と新潟県新潟市を結ぶ高速バス路線である。
全便座席指定制のため、乗車には予約が必要。

## 運行会社
- 長電バス - 新潟行1・3便、長野行6・8便を担当
- 新潟交通 - 新潟行5・7便、長野行2・4便を担当

## 停車停留所
▼…長野発は乗車のみ、新潟発は降車のみ扱い
▲…新潟発は乗車のみ、長野発は降車のみ扱い
▽…万代シテイバスセンター前：長野発のみ停車、降車のみ扱い
♯…休憩停車を行うサービスエリア
| 停車停留所 休憩箇所    | 停車停留所 休憩箇所    | 所在地 | 所在地           | 所在地           | 乗降区分 | 備考                                                                                                  |
| ---------------------- | ---------------------- | ------ | ---------------- | ---------------- | -------- | --- |
| 権堂                   | 権堂                   | 長野県 | 長野市           | 長野市           | ▼        | |
| 長野駅前               | 長野駅前               | 長野県 | 長野市           | 長野市           | ▼        | 長野発・新潟発とも9番のりば（末広通り沿い、末広町ビルディング“Nacs末広”前）発着                       |
| 昭和通り               | 昭和通り               | 長野県 | 長野市           | 長野市           | ▼        | 長野発はのりば1（TOiGO SBC前）発 新潟発はのりば2（TOiGOパーキング前）着                               |
| 高田                   | 高田                   | 長野県 | 長野市           | 長野市           | ▼        | |
| 上信越道               | 須坂                   | 長野県 | 須坂市           | 須坂市           | ▼        | |
| 上信越道               | 小布施                 | 長野県 | 上高井郡小布施町 | 上高井郡小布施町 | ▼        | |
| 上信越道               | 中野                   | 長野県 | 中野市           | 中野市           | ▼        | |
| 上信越道               | 豊田                   | 長野県 | 中野市           | 中野市           | ▼        | |
| 上信越道               | 柏原                   | 長野県 | 上水内郡信濃町   | 上水内郡信濃町   | ▼        | |
| 北陸道                 | 木田（上越）           | 新潟県 | 上越市           | 上越市           | ▲        | えちごトキめき鉄道妙高はねうまライン春日山駅・上越市役所より約500メートル。 2011年7月31日までは通過。 |
| 北陸道                 | 長岡北                 | 新潟県 | 長岡市           | 長岡市           | ▲        | 2010年7月31日までは通過。                                                                             |
| 北陸道                 | 栄                     | 新潟県 | 三条市           | 三条市           | ▲        | 2010年7月31日までは通過。                                                                             |
| 北陸道                 | 三条・燕               | 新潟県 | 燕市             | 燕市             | ▲        | |
| 北陸道                 | 巻・潟東               | 新潟県 | 新潟市           | 西蒲区           | ▲        | |
| 北陸道                 | 鳥原                   | 新潟県 | 新潟市           | 西区             | ▲        | |
| 新潟駅前               | 新潟駅前               | 新潟県 | 新潟市           | 中央区           | ▲        | 新潟発は万代口・東大通14番バスのりば発 長野発は帝石ビル前着                                           |
| 万代シテイバスセンター | 万代シテイバスセンター | 新潟県 | 新潟市           | 中央区           | ▲        | 新潟発は8番線（構内ロータリー）発 長野発は11 - 13番線（東港線沿いバスベイ）着                         |

## 運行経路
長野市内 - 上信越自動車道 - 北陸自動車道 - 新潟市内

## 沿革
- 1990年（平成2年）10月23日 - 運行開始[1]。
- 1995年（平成7年）11月 - 上信越自動車道延伸に伴い、信州中野インターチェンジまで同道経由に変更。
- 1999年（平成11年）10月 - 上信越自動車道全通に伴い、長野市内、新潟市内を除き、高速道経由となる。
- 2010年（平成22年）
  - 8月1日 - 長岡北・栄での乗降取り扱いを開始。
  - 9月2日 - 長野駅前停留所を長電パーキング前（乗車場）・東急シェルシェ前（降車場）から現在地に移転。
- 2011年（平成23年）8月1日 - 木田（上越）での乗降取り扱いを開始[2]。
- 2019年（令和元年）6月21日 - 運賃改定[3][4]。
- 2020年（令和2年）
  - 4月20日 - 新型コロナウイルスの影響により、この日より1日2往復（各社1往復ずつ）を運休[5]。
  - 4月25日 - この日より当面の間、全便運休[6]。
  - 6月1日 - この日より一部便（1日2往復）の運行を再開[7][8]。
  - 10月23日 - 運行30周年を迎え、利用客を対象に記念ポストカードを配布[9][10]。

## 使用車両
- 両社とも原則として化粧室付き4列シート定員40名車両で運行。

## 備考
- 当路線運行開始当初は上信越自動車道は未開業で、併走する信越本線に長野～新潟間の急行列車（「赤倉」など）が長らく運行され競合関係となっていたが、北陸新幹線（高崎 - 長野間）の先行開業にともないJRは特急「みのり」を運行開始、顧客獲得競争に至ったが、上信越自動車道が全通すると「みのり」は長野県内乗り入れ廃止と新潟県内連絡快速の「くびき野」への格下げが進み、現在は本路線が長野・新潟間の唯一の直通連絡交通となっている。
- 2010年8月より乗降取り扱いを開始した長岡北・栄の両バス停は、本路線には関与していない越後交通の営業エリア内にある。また、2011年8月より乗降取り扱いを開始した木田バス停も本路線には関与していない頸城自動車の営業エリア内にある。